# Judual
Judual ou Judwal est un roi de Domnonée du VIe siècle.

## Biographie
Judual est le fils du roi Iona de Domnonée  et de son épouse, fille de Budic de Cornouaille, sœur de Meliau et Rivod. Il n'est âgé que de 5/6 ans à la mort de son père vers 540 et plusieurs membres de la famille royale prétendent à la régence. Sa mère accepte de se remarier avec Conomor qui s'impose comme régent et qui ne tarde pas à vouloir faire disparaître l'héritier afin d'usurper le trône. Judual, avec l'aide de quelques fidèles, réussit à se réfugier à la cour du roi mérovingien Childebert Ier.
Une nouvelle vague d'émigration bretonne menée par Samson arrive en Domnonée vers 546/548, et ce dernier fonde le monastère-évêché de Dol. Deux ans plus tard, il se rend à Paris chez le roi Childebert pour réclamer le jeune Judual qui retourne en Bretagne avec le futur saint Samson, puis qui se réfugie dans les îles Anglo-Normandes où il rassemble un parti afin de regagner son trône. À peine débarqué en Domnomée, Judual voit grossir les rangs de ses partisans. Vaincu lors de deux batailles, Conomor est tué d'un coup de lance par Judual, lors d'un troisième combat à Brank-Halleg en 554/555.  
Judual meurt vers 580 laissant cinq fils : Judaël, Haëlon, Deroch, Doëthwal et Archaël dont l'aîné lui succède sur le trône de Domnonée